# Arhopala penaga
Arhopala penaga är en fjärilsart som beskrevs av Corbet. Arhopala penaga ingår i släktet Arhopala och familjen juvelvingar. Inga underarter finns listade i Catalogue of Life.